# La Floresta (Spagna)
La Floresta è un comune spagnolo di 185 abitanti situato nella comunità autonoma della Catalogna.